# Laurence Dale

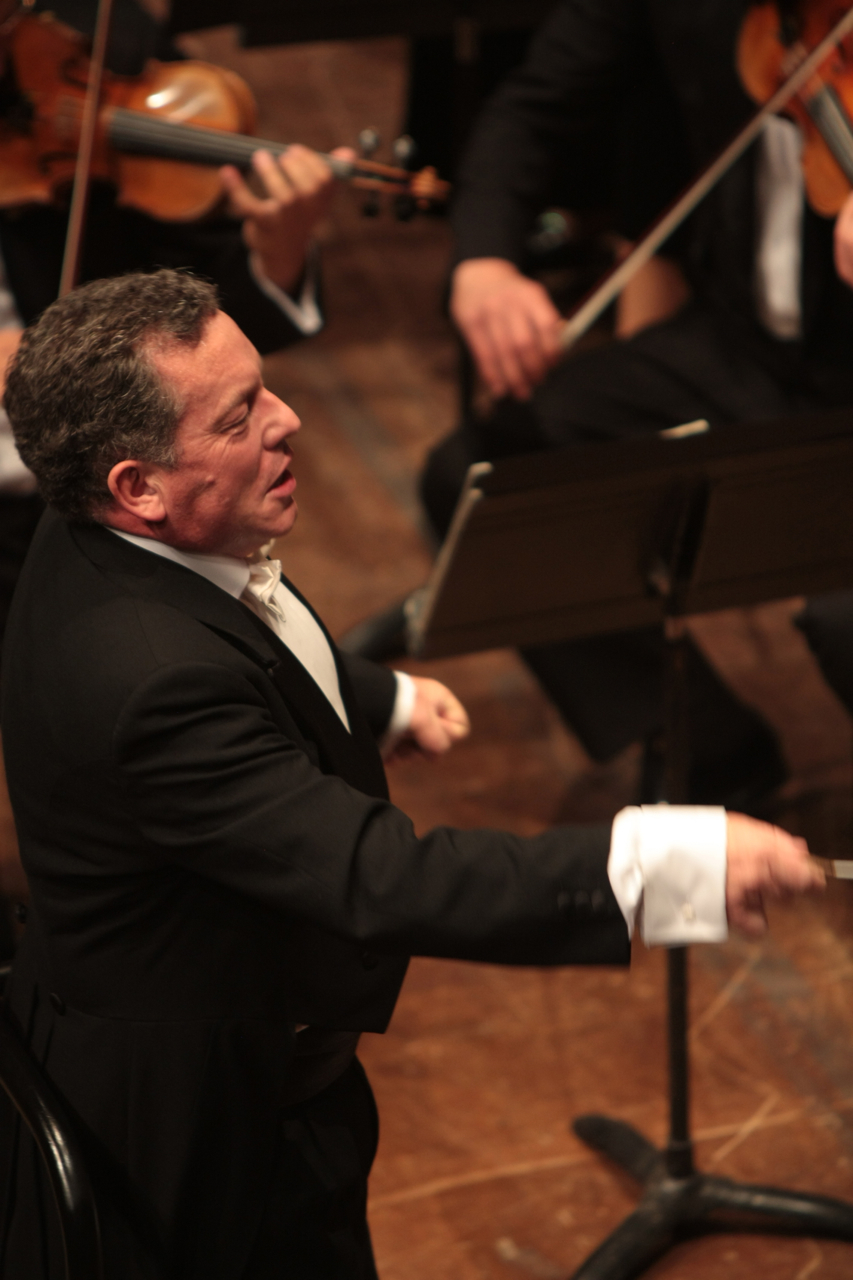
Laurence Dale dirigiert das Evian Festival Orchestra während der Escales musicales in Évian-les-Bains im Mai 2012

Laurence Dale (* 10. September 1957 in Sussex) ist ein britischer Opernsänger (Tenor), Dirigent und Künstlerischer Leiter.

## Leben
Laurence Dale studierte von 1976 bis 1980 Gesang an der Guildhall School of Music and Drama in London bei Rudolf Piernay. 1980 nahm er an der Internationalen Sommerakademie Mozarteum Salzburg bei Richard Miller teil. Außerdem nahm Dale Unterricht bei Peter Pears, Ernst Haefliger und Seth Riggs.
Sein Debüt gab er 1981 an der English National Opera als Camille in Die lustige Witwe. Bis 1991 folgten internationale Auftritte am Théâtre des Bouffes du Nord in Paris, am Theater Basel, beim Los Angeles Olympic Arts Festival im Zuge der Olympischen Sommerspiele 1984 in Los Angeles, an der Nederlandse Opera in Amsterdam, am Brüsseler Opernhaus La Monnaie, der Pariser Oper, dem Opernhaus Zürich, am Staatstheater Stuttgart, der Canadian Opera Company in Toronto und der Wiener Staatsoper.
Dale widmete sich der Erforschung und Wiederbelebung französischer Opern des 19. Jahrhunderts. In diesem Zusammenhang sang er 1991 den Gustave aus Gustave III. ou Le bal masqué und 1989 die Titelrolle in Joseph von Étienne-Nicolas Méhul. Jacques Lonchampt, der damalige Musikkritiker von Le Monde, schrieb dazu, Dale habe alle Qualitäten eines Tenors aus Bronze, er singe fehlerlos, nobel und ergreifend. In seiner Zeit als künstlerischer Leiter des Opéra-Théâtre Metz setzte Dale Gustave III. ou Le bal masqué selbst modern in Szene.
Laurence Dale hat sich aus gesundheitlichen Gründen als Sänger von der Bühne zurückgezogen. Von 2001 bis 2004 war Dale künstlerischer Leiter des Opéra-Théâtre Metz und setzte unter anderem The Turn of the Screw von Benjamin Britten, Powder Her Face von Thomas Adès, Das Land des Lächelns von Franz Lehár, Die Hugenotten von Giacomo Meyerbeer, und eine in französischer Sprache gesungene Version der Oper Un ballo in maschera von Giuseppe Verdi nach der Vorlage Gustave III: ou le bal masqué von Eugène Scribe in Szene.
Von 2005 bis 2008 war Dale künstlerischer Leiter an der Opera Africa in Pretoria. Dort inszenierte er 2008 die Aida und nahm dabei auch den Platz des Dirigenten ein. Im gleichen Jahr setzte er am Tiroler Landestheater Innsbruck Zar und Zimmermann von Albert Lortzing in Szene. Im Jahr 2009 leitete Dale Aufführungen der Ariadne auf Naxos von Richard Strauss für die Opéra Royal de Wallonie und die Opéra de Monaco. 2011 inszenierte er Die menschliche Stimme von Francis Poulenc und Die spanische Stunde von Maurice Ravel für die Nationale Reisopera in Enschede. Seit dem Jahr 2001 leitet Dale außerdem das Evian Festival Orchestra im Zuge der Escales musicales in Évian-les-Bains.

### Auszeichnungen
Laurence Dale gewann 1980 den Preis der Mozartwoche des Mozarteums. 1982 erhielt er die Médaille de la Ville de Paris.

## Diskografie

### CDs
- 1983[8] Albert Roussel: Padmâvatî, Albert Ketèlbey: In a Monastery Garden
- 1984 Charles Gounod: Messe Solennelle de Sainte Cécile
- 1985 Richard Strauss: Guntram
- 1991 Daniel-François-Esprit Auber: Gustave III. ou Le bal masqué
- 1993 Arthur Honegger: Le Roi David
- 1994 Henry Purcell: The Fairy-Queen
- 1995 Claude Debussy: Rodrigue et Chimène, Claudio Monteverdi: L’Orfeo, Ernest Chausson: La Légende de Sainte Cécile
- 1996 Airs D’Opéras Francais
- 1998 François-Adrien Boieldieu: Der Kalif von Bagdad, Francesco Cavalli: La Didone
- 2002 Wolfgang Amadeus Mozart: Große Messe in c-Moll
- 2004 Gioachino Rossini: Maometto secondo

### DVDs
- 1982 Gilbert und Sullivan: Princess Ida
- 1983 Gioachino Rossini: La Cenerentola
- 1987 Giuseppe Verdi: Falstaff
- 1990 Étienne Méhul: La légende de Joseph en Égypte
- 1999 Francis Poulenc: Dialogues des Carmélites